# Cedric Hardwicke
Sir Cedric Webster Hardwicke (ur. 19 lutego 1893 w Lye, zm. 6 sierpnia 1964 w Nowym Jorku) – brytyjski aktor. Ojciec aktora Edwarda Hardwicke'a.

## Filmografia
- 1935: Becky Sharp
- 1936: Rzeczy, które nadejdą
- 1937: Kopalnie króla Salomona
- 1939: Dzwonnik z Notre Dame
- 1940: Powrót niewidzialnego człowieka
- 1940: Victory
- 1941: Podejrzenie
- 1942: Duch Frankensteina
- 1942: Niewidzialny agent
- 1944: Wilson
- 1944: Klucze królestwa